# Grindr
Grindr (читается Грайндр) — приложение, обеспечивающее доступ к геосоциальной сети для геев и бисексуальных мужчин. Может быть использовано на iPhone, iPad, работает на BlackBerry OS, iOS и Android. Доступно для загрузки с App Store и Play Market. Grindr предлагается в двух версиях: бесплатной и платной (Grindr Xtra). Приложение использует устройство геопозиционирования, с помощью которого пользователь передаёт в сеть информацию о своём местоположении и получает доступ к профилям мужчин-геев и бисексуальных мужчин, находящихся в непосредственной близости.
Клоном приложения Grindr для более широкой аудитории стал с 2014 года Tinder.

## Интерфейс
Grindr имеет простой интерфейс: на экране отображаются фотографии мужчин, ранжированные в зависимости от расположения объектов (от ближайшего местоположения до более удалённых). При клике на изображении появляется краткая анкета данного пользователя с возможностью общаться с ним в чате, загрузить крупную фотографию и карту, на которой указано местоположение объекта и расстояние до него. Также можно видеть, находится ли объект в настоящее время в сети, если нет, отображается дата и время последнего посещения. Имеется возможность добавить объект в «Избранные» или заблокировать его. Кнопка загрузки профиля позволяет пользователю быстро ввести ник, краткое описание и некоторые основные личные данные, загрузить одно фото.

## Количество пользователей
Приложение было выпущено 25 марта 2009 года и быстро завоевало популярность во всем мире. По состоянию на апрель 2012 года Grindr было установлено 3.5 миллионами пользователей в 192 странах мира, 1,1 миллиона пользователей используют его ежедневно. По состоянию на июнь 2012 года наибольшее число пользователей зафиксировано в Соединённых Штатах (1,5 млн), в то время как Лондон возглавил список городов с 350 тысячами пользователей. В Великобритании количество установок программы возросло сразу на 30 000 после того, как о Grindr во время популярного ТВ-шоу «Top Gear» рассказал Стивен Фрай.
Издание «Большой город» сообщило, что в Москве пользователей приложения в марте 2011 года было не больше тысячи.
К пятой годовщине Grindr 25 марта 2014 года приложение ежемесячно посещало более 5 миллионов активных пользователей по всему миру.

## Регистрация
1 августа 2013 года приложение обновилось и стало требовать обязательной регистрации, для которой необходимо ввести адрес электронной почты и пароль. Ранее было достаточно только установки. Разработчики связывают данную меру с ограничением внутреннего спама, а также возможностью уведомлять пользователей приложения об улучшениях и акциях.

## Штрафы
Норвежское агентство по защите данных приняло решение оштрафовать приложение за нарушение требований конфиденциальности на 65 миллионов норвежских крон (7,16 млн долларов) .